# Copyswede
Copyswede ekonomisk förening, COPYSWEDE, är en samarbetsorganisation för fackliga organisationer för upphovsmän bildad 1982. Föreningen förhandlar och tecknar avtal på upphovsrättsområdet för upphovsmän och utövande artister/konstnärer inom olika medier. Inte minst är man verksamt inom nya medieområden.

## Licensiering av vidareanvändning av verk i television och radio
En televisions- eller radioproduktion kan bygga på många upphovsmäns medverkan. För att underlätta för aktörer som vill vidareanvända en produktion, i en annan distributionsform kan dessa rättigheter förvaltas kollektivt. Det överlåts då åt Copyswede att träffa avtal med olika leverantörer om vidareanvändning av sådana verk.
Copyswede licensierar på detta sätt ett hundratal nordiska, europeiska och utomeuropeiska public service- och kommersiella kanaler i rättighetshavarnas ställe. Detta kan ske genom bestämmelser om avtalslicens i upphovsrättslagen.
Regeln innebär i stora drag att den inkasserande organisationen ges rätt att företräda alla rättighetshavare, men därmed också får skyldighet att fördela ersättning till alla rättighetshavare som den inkasserar ersättning för.

## Inkassering och fördelning av privatkopieringsersättning
Privatpersoner har enligt upphovsrättslagen viss rätt att framställa enskilda exemplar av olika verk för privat bruk. Privatkopieringsersättningen ska i viss utsträckning kompensera för det inkomstbortfall detta medför. 
Copyswede administrerar det svenska systemet för privatkopieringsersättning i enlighet med svensk lag[källa behövs] Enligt lagen om privatkopieringsersättning (kassettersättning före 1999) ska alla aktörer som importerar eller tillverkar lagringsmedia för ljud eller rörliga bilder registrera sig hos och betala privatkopieringsersättning till Copyswede. Fördelningen av den inkasserade ersättningen ska i möjligaste mån motsvara den kopiering som faktiskt äger rum. Fördelningen utförs avseende television av Copyswede, medan exempelvis musik fördelas av musikorganisationer som STIM och Sami.

## Medlemmar
- Bildupphovsrätt i Sverige
- Nordisk Copyright Bureau
- Svenska Artisters och Musikers Intresseorganisation
- Svenska Tonsättares Internationella Musikbyrå
- Svenska Fotografers Förbund
- Svenska Journalistförbundet
- Svenska Musikerförbundet
- Svenska Tecknare
- Sveriges Dramatikerförbund
- Sveriges Författarförbund
- Sveriges Läromedelsförfattares Förbund
- Sveriges konsthantverkare och industriformgivare
- Sveriges Yrkesmusikerförbund
- Scen och film

## Källhänvisningar
1. ↑   COPYSWEDE i Nationalencyklopedins nätupplaga. Läst 14 mars 2015.